# Розова лопатарка
Розовата лопатарка (Platalea ajaja) е вид птица от семейство Ибисови (Threskiornithidae).

## Разпространение и местообитание
Разпространен е в Антигуа и Барбуда, Аржентина, Аруба, Барбадос, Бахамските острови, Белиз, Боливия, Бразилия, Венецуела, Гватемала, Гвиана, Доминика, Доминиканската република, Еквадор, Кайманови острови, Колумбия, Коста Рика, Куба, Мартиника, Мексико, Монсерат, Никарагуа, Панама, Парагвай, Перу, Пуерто Рико, Салвадор, САЩ, Сейнт Винсент и Гренадини, Сейнт Китс и Невис, Сейнт Лусия, Суринам, Тринидад и Тобаго, Търкс и Кайкос, Уругвай, Френска Гвиана, Хаити, Хондурас и Чили.